# عملیات والفجر ۱
عملیات والفجر ۱ عملیاتی نظامی گسترده نیروهای مسلح ایران در خلال جنگ ایران و عراق بود، که در تاریخ ۲۱ فروردین ماه ۱۳۶۲ در محور جبل فوقی در منطقه عین خوش، شهرستان دهلران آغاز شد و تا ۲۸ فروردین‌ماه ادامه داشت. در عملیات والفجر ۱، قرارگاه خاتم‌الانبیاء عملیات را از دو محور شمالی و جنوبی به فرماندهی قرارگاه کربلا در جناح راست و قرارگاه نجف در جناح چپ پیش می‌برد.
در این عملیات ۸ لشکر از سپاه پاسداران و ۲ لشکر، ۳ تیپ و یک گردان از نیروی زمینی ارتش و به عبارت دیگر ۳۰ گردان از ارتش و ۸۰ گردان از سپاه مشارکت داشتند. هدف اصلی از انجام این عملیات، تسخیر فکه (در شرق عماره) بود. عملیات والفجر ۱ یکی از سه عملیات پر تلفات ایران در حین جنگ ایران و عراق می‌باشد، که با وجود تلفات سنگین، ایرانی‌ها از دستیابی به اهداف عملیات بازماندند.

## منطقه‌عملیات
زمین منطقه به صورت کوهستانی و تپه ماهور است و ارتفاعات مهمی همچون ۱۷۸، ۱۷۵ و ۱۶۵ را در خود جای داده است. اغلب این ارتفاعات در جنوب منطقه عملیاتی و در امتداد جنوب شرقی جبال حمرین واقع شده و به شکل دهلیزی صخره‌ای نمایان است. همچنین، پس از دشت سمیده، در این قسمت ارتفاعات جبل فوقی به موازات جبال حمرین شروع می‌شود. پس از آن، آب‌گرفتگی و باتلاقی‌های هور الهلغل و هور السناف قرار گرفته است.

## اهداف عملیات
عملیات والفجر ۱ باهدف پیشروی به‌سوی العماره و تهدید آن از شمال انجام شد. این عملیات توسط ارتش به فرماندهی علی صیاد شیرازی، طراحی و به سپاه ارائه شده بود. بنا بر این طرح، عملیات والفجر یک از شمال فکه آغاز می‌شد، نیروهای رزمنده با پشتیبانی آتش توپخانه به خط دشمن زده و بعد از فتح چند ارتفاع، به چاه‌های نفتی عراق در منطقه العماره می‌رسیدند. محسن رضایی، فرمانده سپاه، موافق اجرای این طرح بود اما ابراهیم همت از مخالفان سرسخت اجرای این عملیات بود. همت از طرح آتش به جای خون، انتقاد می‌کرد و مدعی بود با این طرح، اوضاع جبهه جنگ مجدد به دوران بنی‌صدر بازخواهد گشت. همت بابت این مخالفتش، به مدت دو روز در بازداشت نظامی بود. فرماندهی این عملیات بر عهده صیاد شیرازی، محسن رضایی و سیدعلی خامنه‌ای بود.

## شرح عملیات
عملیات والفجر ۱ در تاریخ ۲۱ فروردین ۱۳۶۲ آغاز و تا تاریخ ۲۸ فروردین ادامه داشت. در این عملیات، برخلاف روش معمول گذشته، روش هجوم در پوشش آتش تهیه انتخاب شد؛ طرحی که آتش به‌جای خون، نام گرفت. عملیات با اجرای انبوه آتش توپخانه شروع شد؛ ۶۰ هزار گلوله بر مواضع دشمن فرود آمد، چیزی که تا آن زمان در طول جنگ ایران و عراق در عملیات‌های خودی سابقه نداشت. دشمن نیز با ۱۰۰ هزار گلوله توپ، با آتش خودی مقابله کرد.
در ۲۱ فروردین ۱۳۶۲، تعداد ۵۰٬۰۰۰ نیروهای ایرانی از دزفول به سمت غرب حرکت کردند و با ۵۵٬۰۰۰ نیروی عراقی مواجه شدند. هدف ایرانی‌ها از این عملیات قطع ارتباط بصره با سایر نقاط عراق بود. نیروی هوایی ایران به دلیل محدودیت در تأمین قطعات یدکی تنها پشتیبانی ناچیزی می‌توانست ارائه کند. از همین رو ایرانی‌ها این عملیات را در یک روز بارانی شروع نمودند تا از گزند حملات هوایی عراقی مصون بمانند. ولی با رفتن ابرها عراقی‌ها عملیات هوایی گسترده‌ای را با ۱۵۰ سورتی عملیات تهاجمی هوایی در روز آغاز کردند. پاتک عراقی‌ها نسبت کشته‌های نظامیان ایرانی به نظامیان عراقی را به ۳ به ۱ رسانید.
نتیجه این عملیات، پیشروی نیروهای ایرانی به برخی مواضع عراق بود اما این تسلط، تثبیت نشد و عراقی‌ها توانستند مجدد با پاتک‌هایشان ایرانی‌ها را وادار به عقب‌نشینی کنند. در عملیات، پاسگاه‌های فرماندهی عراقی منهدم شدند و خاکریزهای اول و دوم عراقی، به تصرف ایرانی‌ها درآمد. در این نبرد، ۴۳۵۰ نفر از نیروهای عراقی کشته، زخمی یا اسیر شدند و ۹۸ تانک و ۵ بالگرد این ارتش، آسیب دید. انهدام سه واحد ۵۵۰ نفری جیش الشعبی، سه گردان کماندویی و ۱۳ تیپ مکانیزه از خسارت‌های عراق در این نبرد بود.

## پیامدهای عملیات
صدام روز شنبه ۲۷ فروردین ۱۳۶۲ درجریان کنفرانس بزرگ علمای جهان اسلام را در بغداد برگزار کرد و در این‌کنفرانس گفت: «ما حاضریم از آقای خمینی دعوت کنیم همان‌طور که قبلاً در عراق مهمان بودند باز به عراق تشریف بیاورند تا از ایشان پذیرایی کنیم.»

## برای مطالعهٔ بیشتر
- محسن رشید، گزارشی کوتاه/ مرکز مطالعات و تحقیقات جنگ سپاه پاسداران انقلاب اسلامی، ویرایش: مهدی انصاری، تهران: سپاه پاسداران انقلاب اسلامی، مرکز مطالعات و تحقیق جنگ، ۱۳۷۸، شابک: ۹۶۴-۶۳۱۵-۳۳-x
- سایت جامع دفاع مقدس
- خاطره‌ای از والفجر یک
- چرا فکه به قتلگاه شهدا معروف است| - ن - ب - و عملیات‌های والفجر در طی جنگ ایران و عراق                                                                                                                                                                                               | - ن - ب - و عملیات‌های والفجر در طی جنگ ایران و عراق |
| --- | --------------------------------------------------- |
| عملیات مطلع‌الفجر • عملیات والفجر مقدماتی • عملیات والفجر ۱ • عملیات والفجر ۲ • عملیات والفجر ۳ • عملیات والفجر ۴ • عملیات والفجر ۵ • عملیات والفجر ۶ • عملیات والفجر ۸ • پشتیبانی والفجر ۸ • تکمیلی والفجر ۸ • عملیات والفجر ۹ • عملیات والفجر ۱۰ |                                                     |